# Morti nel 1507
| Questa pagina contiene informazioni ricavate automaticamente dalle voci biografiche con l'ausilio del template Bio e di un bot. L'aggiornamento è periodico e automatico e ricostruisce completamente la pagina. Se manca una persona in questa lista, sei pregato di non aggiungerla, ma accertati piuttosto che la sua voce biografica contenga il template Bio e che i dati anagrafici siano correttamente compilati. Se il template Bio manca, inseriscilo tu stesso o, in alternativa, metti l'avviso {{tmp\|Bio}} che ne segnala la mancanza. Se i dati riportati sono sbagliati, correggi direttamente la voce biografica; le modifiche saranno visibili in questa lista entro pochi giorni. Per chiarimenti vedi il progetto biografie. La lista contiene solo le 46 persone che sono citate nell'enciclopedia e per le quali è stato implementato correttamente il template Bio. Pagina aggiornata al 2 giu 2025. |

- 10 gennaio - Pietro Barozzi, vescovo cattolico e umanista italiano (n. 1441)
- 11 febbraio - Giovanni di Glogovia, umanista, filosofo e geografo polacco (n. 1445)
- 23 febbraio - Gentile Bellini, pittore e medaglista italiano (n. 1429)
- 12 marzo - Cesare Borgia, generale, cardinale e nobile italiano (n. 1475)
- 16 marzo - Baldassarre di Meclemburgo, vescovo cattolico tedesco (n. 1451)
- 1º aprile - Sigismondo I d'Este, nobile italiano (n. 1433)
- 2 aprile - Francesco da Paola, religioso italiano (n. 1416)
- 25 aprile - Elisabetta di Hohenzollern, nobile (n. 1474)
- 4 maggio - Juan de Vera, cardinale spagnolo (n. 1453)
- 14 maggio - Hernando de Talavera, arcivescovo cattolico spagnolo (n. 1428)
- 15 maggio - Alonso Ortiz, umanista spagnolo (n. 1455)
- 16 maggio - Ginevra Sforza, italiana (n. 1440)
- 10 giugno - Ercole Bentivoglio, condottiero italiano (n. 1459)
- 19 giugno - Jean-François de la Trémoille, cardinale francese
- 5 luglio - Pietro Baldi del Riccio, poeta e umanista italiano (n. 1475)
- 10 luglio - Paolo da Novi, doge (n. 1440)
- 29 luglio - Martin Behaim, navigatore, cartografo e astronomo tedesco (n. 1459)
- 5 agosto - Niccolò Maria d'Este, vescovo cattolico italiano
- 15 agosto - Giovanni V di Sassonia-Lauenburg, duca (n. 1439)
- 24 agosto - Cecilia di York, principessa inglese (n. 1469)
- 27 agosto - Vincenzo Bandello, religioso italiano (n. 1435)
- 1º settembre - Girolamo Basso della Rovere, cardinale italiano (n. 1434)
- 10 settembre - Antonio Pallavicini Gentili, cardinale e vescovo cattolico italiano (n. 1441)
- 23 ottobre - Beltrán Yáñez de Oñaz y Loyola, nobile e militare spagnolo (n. 1439)
- 6 novembre - Pietro Casola, scrittore e presbitero italiano (n. 1427)
- 18 novembre - Martino de Majo, vescovo cattolico italiano
- Simone Arrigoni, politico italiano (n. 1463)
- Domenico Benivieni, religioso italiano (n. 1460)
- Gonzalo Chacón, politico e storico spagnolo (n. 1429)
- Giovanni Matteo Contarini, cartografo italiano
- Richard Davy, compositore, organista e direttore di coro inglese
- Peter van Diest, scrittore fiammingo (n. 1454)
- Rueland Frueauf il Vecchio, pittore tedesco
- Fernando Gallego, pittore spagnolo (n. 1440)
- Erhart Küng, scultore svizzero
- Hans Leu il Vecchio, pittore svizzero
- Marco Marziale, pittore italiano
- Matteo da Gualdo, pittore italiano
- Ali Bey Mihaloglu, militare ottomano (n. 1425)
- Lazzaro Palazzi, architetto italiano
- Francesco da Caldarola, presbitero e francescano italiano
- Juan Alfonso Pérez de Guzmán, III duca di Medina Sidonia, duca (n. 1464)
- Cosimo Rosselli, pittore italiano (n. 1439)
- Bartolomeo Socini, giurista italiano (n. 1436)
- Domenico da Tolmezzo, pittore e scultore italiano (n. 1448)
- Virgilio di Graben, nobile e diplomatico austriaco